# Kinéta
Kinéta (Kineta) är en ort i Grekland.   Den ligger i prefekturen Nomarchía Dytikís Attikís och regionen Attika, i den sydöstra delen av landet, 40 km väster om huvudstaden Aten. Kinéta ligger 27 meter över havet och antalet invånare är 1 446.
Terrängen runt Kinéta är varierad. Havet är nära Kinéta åt sydost.  Närmaste större samhälle är Mégara, 11,7 km öster om Kinéta. 